# Robert Casadesus
Pour les articles homonymes, voir Casadesus.
Pour les autres membres de la famille, voir Famille Casadesus.
Robert Casadesus, né le 7 avril 1899 à Paris 9e et mort le 19 septembre 1972 à Paris 14e, est un pianiste et compositeur français.

## Biographie
Petit-fils de Luis, patriarche de la famille Casadesus originaire d'Espagne, Robert Casadesus est un des pianistes les plus importants du XXe siècle, représentant de la « tradition française » de la clarté et du « bon goût ». Il entre au Conservatoire de Paris où il travaille avec Louis Diémer et où il remporte un 1er prix de piano en 1913. En 1918, il est appelé au service militaire. En 1919, il obtient un 1er prix d'harmonie dans la classe de Xavier Leroux. Il donne son premier récital en 1917. Il devient en 1922 l'ami de Maurice Ravel. Son répertoire, qui va de Wolfgang Amadeus Mozart à Olivier Messiaen, comprend tous les compositeurs francophones, mais aussi, par exemple, Béla Bartók, dont il est très tôt un interprète de choix.
Il joue souvent en duo avec Zino Francescatti, avec lequel il réalise des enregistrements marquants des sonates pour violon et piano de Beethoven.

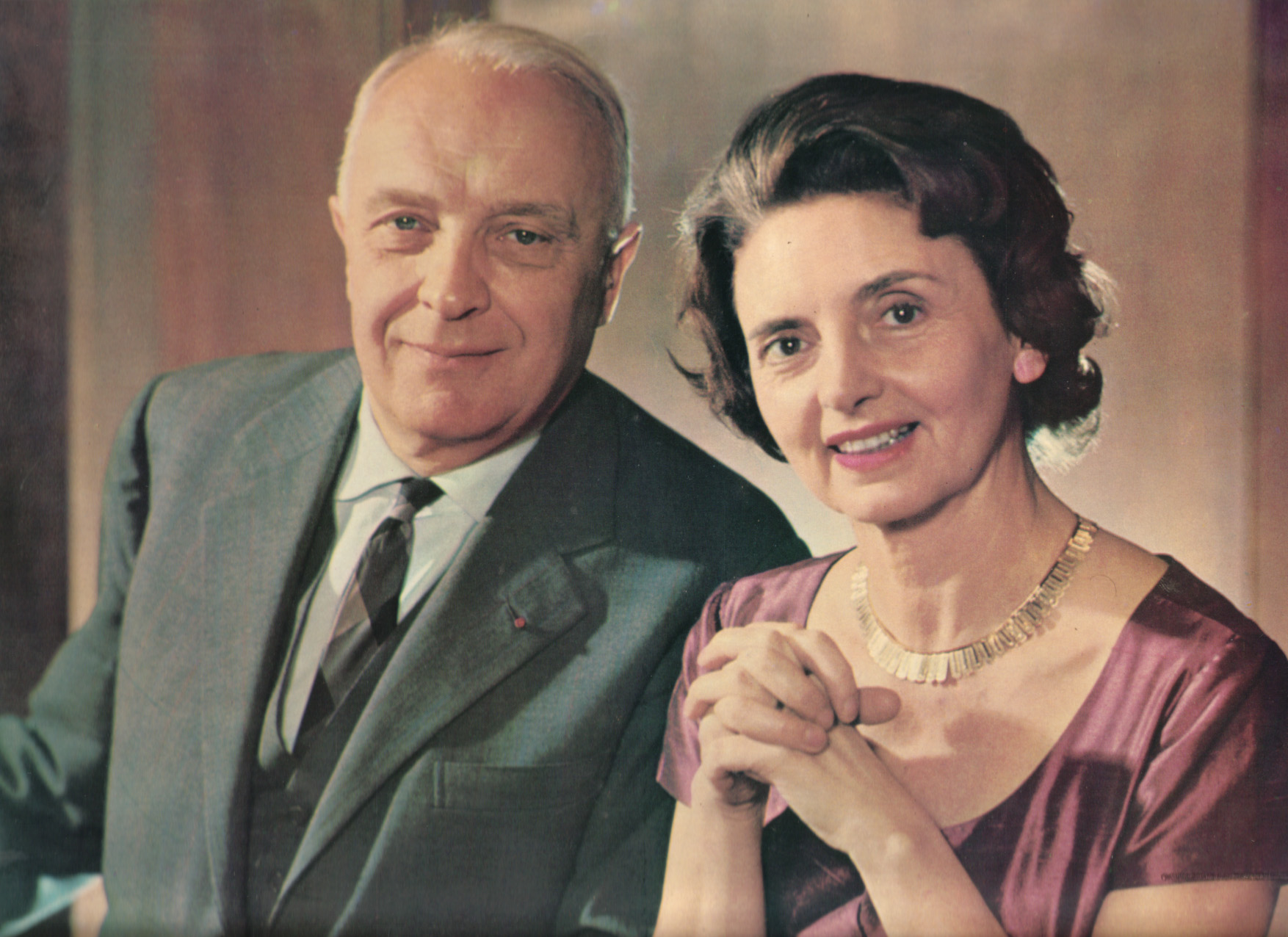
Robert et Gaby Casadesus.

Il épouse en 1921 Gabrielle L'Hôte (Gaby Casadesus), avec laquelle il donne des récitals à deux pianos ou à quatre mains,. Ils auront une fille (Thérèse) et deux fils, Guy et Jean Casadesus, ce dernier lui aussi pianiste, avec lequel ils formeront un trio pour l'interprétation de concertos pour trois pianos.
En 1935 il est nommé professeur au Conservatoire américain de Fontainebleau, dont il devient directeur en 1946.
Aux États-Unis, il sera célébré, et jouera sous la direction de grands chefs, notamment George Szell dont il est le pianiste préféré.
En 1972, son fils Jean meurt dans un accident de voiture. Il s'éteindra à son tour, probablement de chagrin, quelques mois plus tard.

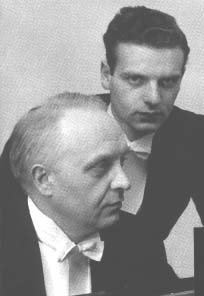
Robert et Jean Casadesus.

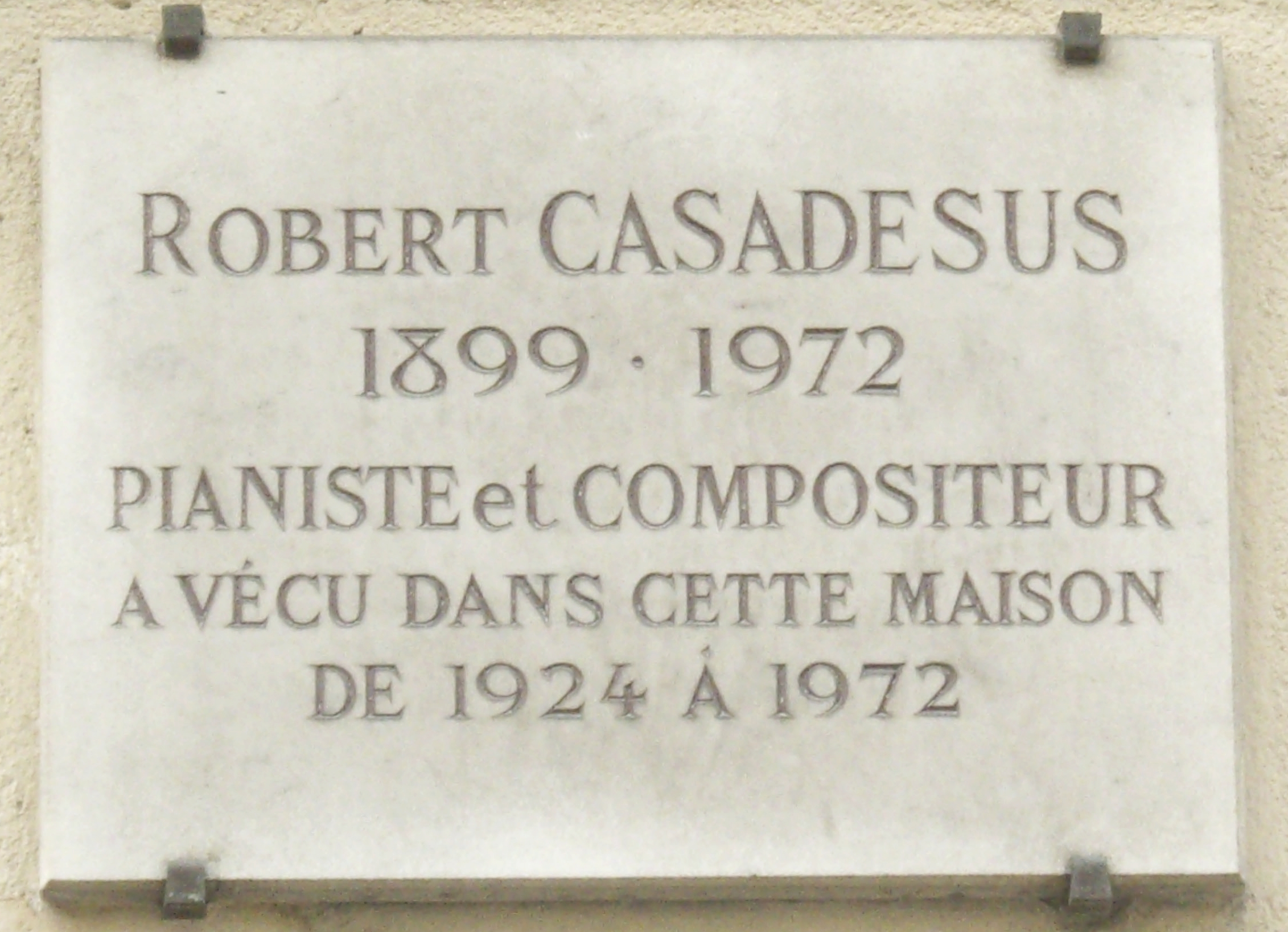
Plaque au 54 rue Vaneau (7e arrondissement de Paris), où il vécut de 1924 à 1972.

## Créations
Ses créations en tant qu'interprète :
- Fantaisie pour piano et orchestre de Gabriel Fauré (1921)
- Sonate pour alto et piano d'Arthur Honegger (1920), avec Henri Casadesus,
- Sonatine V, alla francese, op.22 de Maurice Emmanuel (1925), dont il est le dédicataire,
- Sonate pour violon et piano de Guy Ropartz (1927) avec Georges Enesco,
- Trois pièces pour piano op. 49, d'Albert Roussel (1934), dont il est le dédicataire.

Arthur Honegger lui a dédié la dernière de ses Sept Pièces brèves (1920).

## Œuvres
Comme compositeur, il a écrit :

### Orchestre
- 7 symphonies
  - Première symphonie, op. 19
  - Deuxième symphonie, op. 32
  - Troisième symphonie, op. 41
  - Quatrième symphonie, op. 50
  - Cinquième symphonie sur le nom de Haydn, op. 60
  - Sixième symphonie, op. 66
  - Septième symphonie avec chœur "Israël", op. 68
- 3 suites pour orchestre
  - Première suite, op. 11
  - Deuxième suite, op. 26
  - Troisième suite sur le nom de Rameau, op. 33

### Concertos
- 3 concertos pour piano
  - Concerto pour piano, nº 1, op. 7
  - Concerto pour piano, nº 2, op. 37
  - Concerto pour piano, nº 3, op. 63
- Concertstück pour piano et orchestre de chambre, op. 27
- Concerto pour deux pianos, op. 17
- Capriccio pour piano et orchestre à cordes, op. 49
- Concerto pour trois pianos et orchestre à cordes, op. 65
- Concerto pour violon, op. 15
- Concerto pour flûte et orchestre de chambre, op. 35
- Concerto pour violoncelle, op. 43

### Musique de chambre
- 4 quatuors à cordes
  - Premier quatuor à cordes, op. 13
  - Deuxième quatuor à cordes, op. 29
  - Troisième quatuor à cordes, op. 46
  - Quatrième quatuor à cordes, op. 55
- Introduction et polonaise pour piano et violoncelle, op. 4
- Premier trio pour piano, violon et violoncelle, op. 6
- Première sonate pour violon et piano, op. 9
- Quintette pour harpe, flûte, violon, alto et violoncelle, op. 10
- Sonate pour piano et alto, op. 12
- Quintette pour piano et cordes, op. 16
- Sonate pour flûte et piano, op. 18
- Deux pièces pour harpe, op. 20
- Sonate pour piano et violoncelle, op. 22
- Sonate pour piano et clarinette ou hautbois, op. 23
- Trois intermezzi pour quintette à vent, op. 24
- Trio à cordes, op. 25
- Concertstück pour piano & orchestre de chambre, op. 27
- Quatuor pour piano et cordes, op. 30
- Deuxième sonate pour violon et piano, op. 34
- Suite pour deux violons seuls, op. 39
- Trio pour hautbois, clarinette et basson, op. 42
- Nonetto pour piano, quatuor à cordes et quatuor à vent, op. 45
- Hommage à Chausson pour piano et violon, op. 51
- Deuxième trio pour piano, violon et violoncelle, op. 53
- Sextuor pour piano et quintette à vent, op. 58
- Fantaisie pour flûte et piano, op. 59
- Deux pièces pour basson et piano, op. 61
- Septuor pour cordes, op. 64

### Musique pour le piano
- 4 sonates
  - Première sonate, op. 14
  - Deuxième sonate, op. 31
  - Troisième sonate, op. 44
  - Quatrième sonate, op. 56
- Voyage imaginaire, op. 1
- Vingt-quatre préludes, op. 5
- Trois berceuses, op. 8
- Huit études, op. 28
- Toccata, op. 40
- Variations, op. 47 (d'après l'Hommage à Debussy de M. De Falla)
- Six enfantines, op. 48
- Suite, op. 52
- Trois danses, op. 54
- Trois berceuses, op. 67
- Impromptu, op. 67

### Musique pour deux pianos
- Six pièces, op. 2
- Trois danses méditerranéennes, op. 36
- Chant pour la Libération de Paris, op. 38
- Sonate, op. 62